# Mmen
Die Sprache Mmen (auch bafmen, bafmeng, bafoumeng, bafumen, mme; ISO 639-3: bfm) ist eine bantoide Sprache aus der Sprachgruppe der Graslandsprachen und wird von insgesamt 35.000 Personen in der kamerunischen Region Nordwest nordöstlich von Fundong entlang der Fundong-Straße gesprochen.
Mmen gehört zur zentralen Untergruppe der Ring-Sprachen. Es hat mehrere Dialekte: fungom (Nord-fungom, we), cha’ und nyos.